# Monte Fagerli
El monte Fagerli (en inglés: Mount Fagan) es una elevación de 1880 m s. n. m. de altura en la cordillera de San Telmo cerca de la parte norte del glaciar Kjerulf en Georgia del Sur, en el océano Atlántico Sur, cuya soberanía está en disputa entre el Reino Unido el cual las administra como «Territorio Británico de Ultramar de las islas Georgias del Sur y Sandwich del Sur», y la República Argentina que las integra al Departamento Islas del Atlántico Sur, dentro de la Provincia de Tierra del Fuego, Antártida e Islas del Atlántico Sur. Fue examinado por la South Georgia Survey en el período 1951-1957, y fue nombrado por el Comité Antártico de Lugares Geográficos del Reino Unido por Soren Fagerli, gerente de la estación de la Compañía Argentina de Pesca en Grytviken entre 1938 y 1948.